# Нувориш
Нувори́ш (от фр. nouveau riche «новый богач», «скоробогач») — быстро разбогатевший человек из низкого сословия.
Появление этого термина соотносится с буржуазными революциями в Европе, эпохой зарождающегося капитализма и связанного с этим первоначального накопления капитала. Слово изначально имело оттенок пренебрежения аристократии к культурному уровню и манерам новых «выскочек», происходивших, главным образом, из неаристократической среды.
Люди такого социального статуса были известны, по крайней мере, ещё в Древней Греции (ок. VIII века до н. э.). В VI веке до нашей эры поэт и аристократ Феогнид из Мегары писал:
Кто ни законов досель, ни правосудья не знал,
Кто одевал себе тело изношенным мехом козлиным
И за стеной городской пасся, как дикий олень, —
Сделался знатным отныне. А люди, что знатными были,
Низкими стали.
В Римской Республике термин novus homo («новый человек») имел аналогичные значения. Неологизм «новый русский» также имеет семантическое и фонетическое сходство.